# オッペンヴァイラー
オッペンヴァイラー（ドイツ語: Oppenweiler, ドイツ語発音: [ɔp̩nˈva‿ilɐ]、1942年までの名称はライヒェンベルク Reichenberg）はドイツ連邦共和国バーデン＝ヴュルテンベルク州レムス＝ムル郡に属す町村（以下、本項では便宜上「町」と記述する）である。州都シュトゥットガルトの北東約 25 km のムル川沿いに位置する。この町は、シュトゥットガルト地方（1992年まではネッカー中流域）およびシュトゥットガルト大都市圏に属す。

## 地理

### 位置
オッペンヴァイラーは、自然地理区分上シュヴェービッシュ＝フレンキシャー・ヴァルトベルゲおよびネッカー盆地の一部である。主邑はムル川の谷に位置している。オッペンヴァイラーは、シュヴェービッシュ＝フレンキシャー・ヴァルト自然公園および、洪水防止を目的とするムルタール水連合に加盟している。

### 自治体の構成
近隣のライヒェンベルク、エレンヴァイラー、リュフレンスミューレ、ライヒェンバッハ、アイヒェルバッハ、ツェル、ロールバッハ、シフライン、ヴィルヘルムスハイム、ウンターシュタイクアッカー、離れた場所に位置するベルンハルデン・イム・ラウタータールも自治体オッペンヴァイラーに属している。かつてこの町に属していた、ラウタータールの向かい側の高台に位置するダウエルンベルク集落は1977年の自治体再編によってシュピーゲルベルクに分離された。

### 土地利用
| 土地用途別面積 | 面積 (km2) | 占有率 |
| -------------- | ---------- | ------ |
| 住宅地         | 0.77       | 3.9 %  |
| 産業用地       | 0.41       | 2.1 %  |
| レジャー用地   | 0.18       | 0.9 %  |
| 交通用地       | 1.25       | 6.3 %  |
| 農業用地       | 6.97       | 35.2 % |
| 森林           | 9.67       | 48.8 % |
| 水域           | 0.16       | 0.8 %  |
| その他の用地   | 0.27       | 1.0 %  |
| 合計           | 19.80      |        |

出典: Statistisches Landesamt Baden-Württemberg

## 歴史

### 近代以前

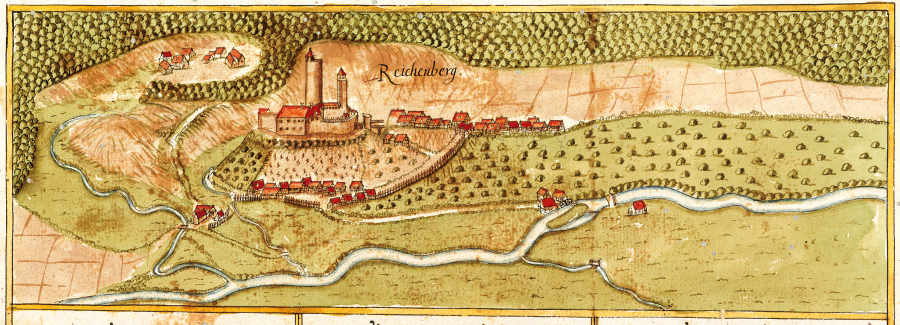
アンドレアス・キーザーの1685年の森林登録簿に描かれたライヒェンベルク

集落名と歴史的な関連性に基づき、オッペンヴァイラーとその周辺集落はカロリング朝の時代に建設されたと考えられている。オッペンヴァイラーの最初の文献記録は、1114年になされている。12世紀にバーデン辺境伯が、シュパイアー司教領または皇帝領であったオッペンヴァイラーを獲得した。1230年に建設された、街を見下ろすライヒェンベルク城は、行政および裁判所の所在地として何世紀もの間オッペンヴァイラーの歴史を形作ってきた。1293年に初めてオッペンヴァイラーでの存在が証明されているシュトゥルムフェーダー・フォン・オッペンヴァイラー家がこの村の領主権を有していた。この家門は、はじめバーデン辺境伯の家臣であったが、ヴュルテンベルク伯がオッペンヴァイラー周辺のバーデン領を獲得したため、14世紀からはヴュルテンベルク伯に仕えた。自由帝国騎士に数えられるシュトゥルムフェーダー家は、ヴュルテンベルクのレーエンとして直接これに封ぜられたわけではなく、シュトゥルムフェーダー家を含むコッハー騎士カントンが封ぜられた形をとった。

### 行政史
帝国代表者会議主要決議に基づく帝国騎士領の陪臣化によってオッペンヴァイラーはヴュルテンベルク王国領となり、1806年からその中のオーバーアムト・バックナングに属した。1938年から1972年までオッペンヴァイラーはバックナング郡に属した。1973年の郡の再編以降この町はレムス＝ムル郡に属している。

### 町村合併
1938年にオッペンヴァイラーは拡大し、旧ライヒェンスベルクに併合された。駅名オッペンヴァイラー (ヴュルテンベルク) はそのまま維持された。他の町が「ライヒェンベルク」という駅名を用いていたためである。1938年秋に、ドイツ国がミュンヘン会談によって当時のチェコスロバキアのズデーテン地方を併合し、ライヒェンベルク（チェコ名: リベレツ）を主邑としたことから混同のリスクが高まった。この問題を解決するためナチのヴュルテンベルク地方長官ヴィルヘルム・ムルの命令により、1942年6月29日にヴュルテンベルクの町ライヒェンベルクはオッペンヴァイラーと改名された。

## 住民

### 人口推移
以下に各時点での町域における人口を表示する。数値は、人口調査結果 (1) あるいはバーデン＝ヴュルテンベルク州統計担当部局の公的な研究値による。
| 年              | 人口（人） |
| --------------- | ---------- |
| 1871年12月1日 1 | 1,710      |
| 1880年12月1日 1 | 1,750      |
| 1890年12月1日 1 | 1,674      |
| 1900年12月1日 1 | 1,687      |
| 1910年12月1日 1 | 1,834      |
| 1925年6月16日 1 | 1,604      |
| 1933年6月16日 1 | 1,643      |
| 1939年5月17日 1 | 1,832      |
| 1950年9月13日 1 | 2,486      |
| 1961年6月6日 1  | 3,056      |

| 年              | 人口（人） |
| --------------- | ---------- |
| 1970年5月27日 1 | 3,487      |
| 1980年12月31日  | 3,518      |
| 1987年5月25日 1 | 3,720      |
| 1990年12月31日  | 3,832      |
| 1995年12月31日  | 4,021      |
| 2000年12月31日  | 4,196      |
| 2005年12月31日  | 4,310      |
| 2010年12月31日  | 4,103      |
| 2015年12月31日  | 4,161      |

### 宗教
オッペンヴァイラーのヤーコブス教会は、1468年に初めて記録されている。当時この教会はシュトゥルムフェーダー家の所有であった。16世紀後半にこの集落はヴュルテンベルクの宗教改革に伴って福音主義＝ルター派を信仰することとなった。一方、シュトゥルムフェーダー家は教皇に忠誠を誓ったままであった。このため19世紀になるまでこの集落では宗教的な対立が繰り返された。カトリックの神事は、1806年までシュトゥルムフェーダー家の城館礼拝堂という私的な空間においてのみ挙行されていた。カトリックは少数派であった。1867年にライヒェンベルクとオッペンヴァイラーには1500人以上のプロテスタント信者がいたが、これに対してカトリック信者はわずか100人程度であった。こうした状況は、第二次世界大戦後に、かつてのオーストリア＝ハンガリーからの難民が流入したことで変化した。
現在オッペンヴァイラーには、福音主義教会、ローマ＝カトリック、新使徒派教会、統一メソジスト教会の教会がそれぞれ1つずつ存在する。

## 行政

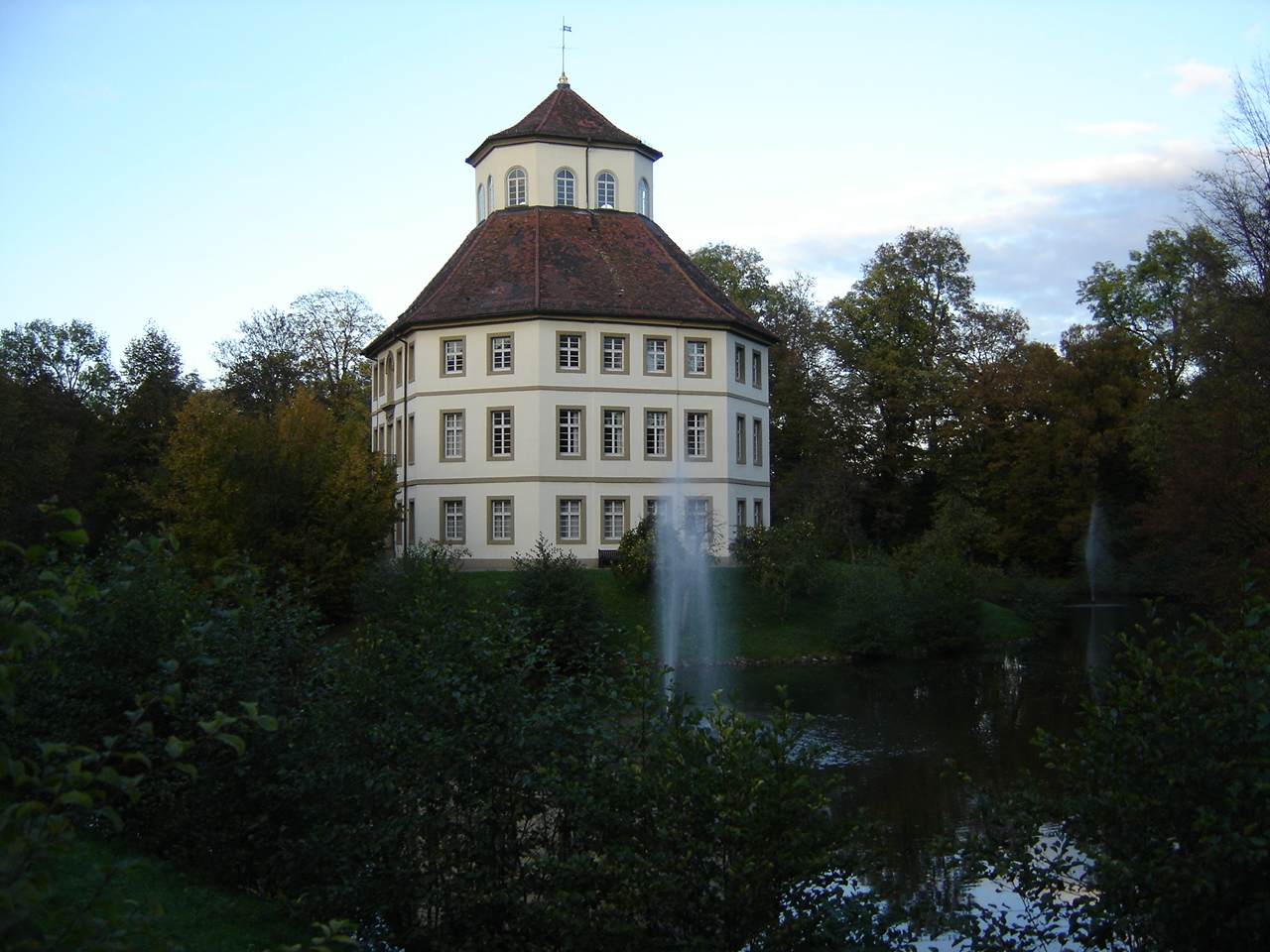
現在は町役場となっているオッペンヴァイラー城館

### 首長
- 1948年から1978年: カール・ユリウス・ツェーエンダー
- 1978年から2010年2月: ベルント・ブリシュケ
- 2010年3月から2014年6月: シュテフェン・イェーガー
- 2014年7月1日から2017年10月31日: ザッシャ・レーバー
- 2017年11月1日から2018年2月28日: ヴィルフリート・クレンク（一時的委託）
- 2018年3月1日以降: ベルンハルト・ビューラー[6]

### 議会
オッペンヴァイラーの町議会は、選挙で選出された14人の名誉職の議員と、議長を務める町長で構成されている。町長は町議会において投票権を有している。

### 紋章
オッペンヴァイラーの紋章は、歴史的背景に基づいている。すなわち、黄色地に赤の斜め帯はバーデン辺境伯、3つの戦斧はシュトゥルムフェーダー家を象徴している。

### 姉妹都市
- ドルンブルク/ザーレ（ドイツ、テューリンゲン州、現在はドルンブルク＝カムブルク（ドイツ語版、英語版）の一部）

## 文化と見所

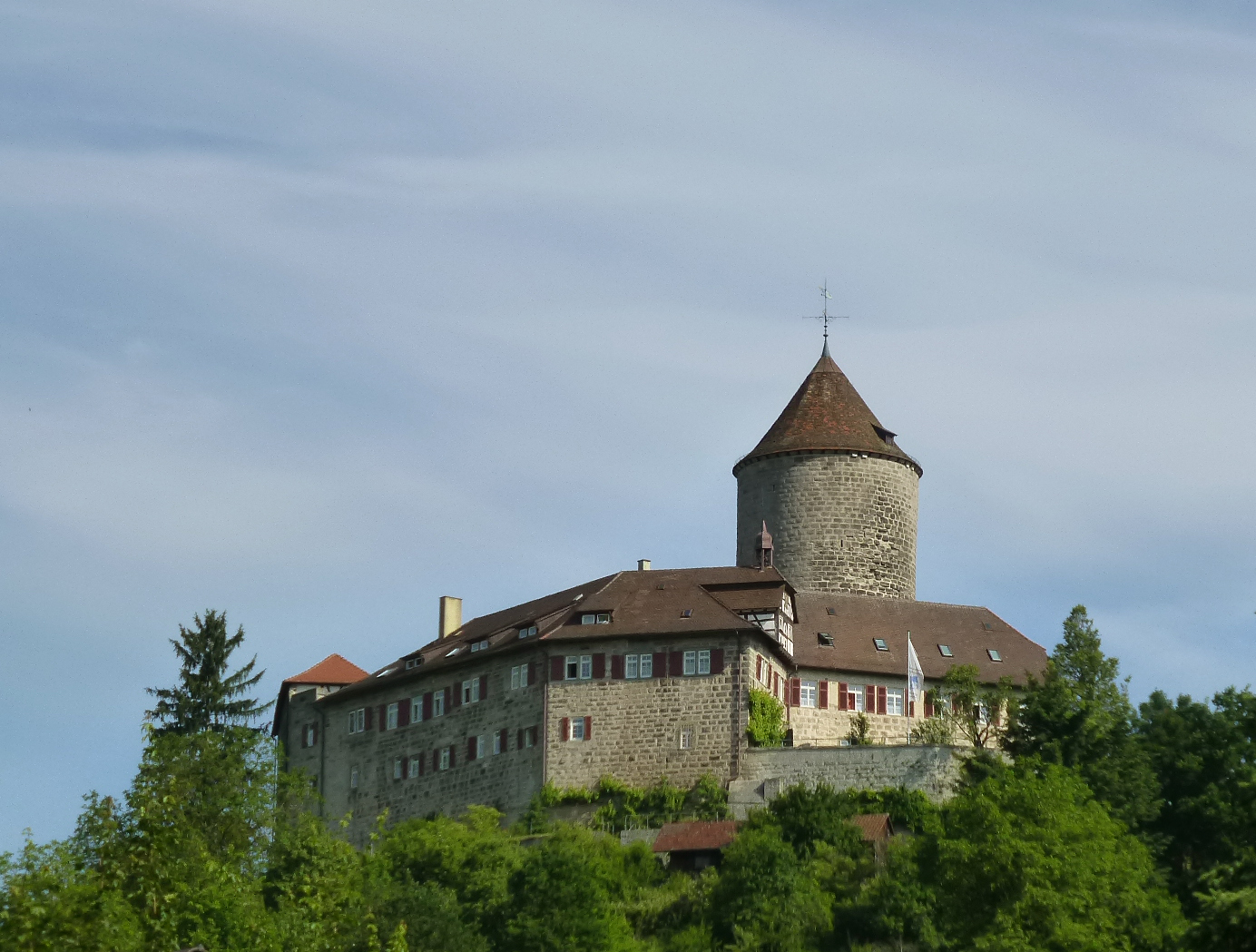
ライヒェンベルク城

### 建築
- ライヒェンベルク城がオッペンヴァイラー（およびムルタール）を睥睨している。
- 城館の池の中の人工島にシュトゥルムフェーダー男爵は1782年、八角形の水城オッペンヴァイラー城を建設した。この建物は、1939年の町村合併の際に城館庭園とともに町の所有となり、それ以後町役場として利用されている。

### 公園
城館公園は、ミュンヘンのイングリッシュガーデンと同じシュヴェツィンゲンの宮廷造園家フリードリヒ・ルートヴィヒ・シュケルの設計により造営された。

### 自然文化財
集落の南の入り口にあるフリーデンスリンデ（直訳: 平和のハンノキ）は、記念の石碑とともに1870年から71年のフランス出兵を記念している。ホーエン通りの2本の大木「ブーフ＝アイヒ」は数十年前に落雷があり、その後植樹された木に替わっている。

### スポーツ
TV オッペンヴァイラーはハンドボールと体操に注力している。町の中央にある競技場がフィールドハンドボール専用であったため、サッカー部門の設立は断念された。これを補足するために1970年代に SG オッペンヴァイラー＝シュトリュンプフェルバッハが設立された。このクラブは1980年代からテニス部門も設けている。このクラブは1970年代に造られたロールバッハタールの競技場を用いている。TVO-ハンドボーラーは1985年に新しく建て替えられた町の体育館で活動している。
オッペンヴァイラー・ミネラル屋外プールは、ライヒェンベルク城を望むロールバッハタールの牧歌的な環境にある。このプールは元々1950年代にアメリカ軍工兵の協力で、すでに存在していたミネラル鉱泉を利用して、造営された。このプールは1980年代に近代化された。ここにはいくつかの水泳用プールと、たとえばビーチバレーコートやミニゴルフ場などのレジャー施設がある。20世紀初めにムル川沿いにあった水浴場は、ムルハルター皮なめし工場による水質汚染のため第一次世界大戦前に閉鎖せざるを得なかった。

### 年中行事
町役場近くの城館庭園に古いヴォールトの倉庫がある。このいわゆる「レントアムトケラー」では毎年、キャバレー、コメディーショー、ソロ・コンサートなど数多くの催しが行われている。さらにクラブが様々な祭りを開催する。ライヒェンベルク城は夏の日曜日に数回見学することができる。

## 経済と社会資本

### 交通
オッペンヴァイラーの交通は、その立地上、ライヒェンベルクの麓の、比較的狭いムルタールが主要な交通軸となっている。川と並行して、鉄道、連邦道 B14号線、バックナング＝シュタインバッハへ向かう郡道 K1897号線が通っている。K1897号線は南の町境で B14号線から分岐している。町内の他の集落から離れたラウタータールに位置する水車村ベルンハルデン付近で州道 L1117号線が州道 L1066号線に合流する。
最寄りの空港はシュトゥットガルト（約 45 km）とフランクフルト・アム・マイン（約 160 km）にある。この他に VVS の様々なバス路線がオッペンヴァイラーを通ってマインハルト、ノイヒュッテン、ムルハルト、ガイルドルフ、バックナングへ運行している。シュトロムベルク＝ムルタール＝ヴェークがこの町を通っており、リーメス＝ミューレン遊歩道やレムスタールおよびボットヴァールタールのワインルートにもすぐに行くことができる。

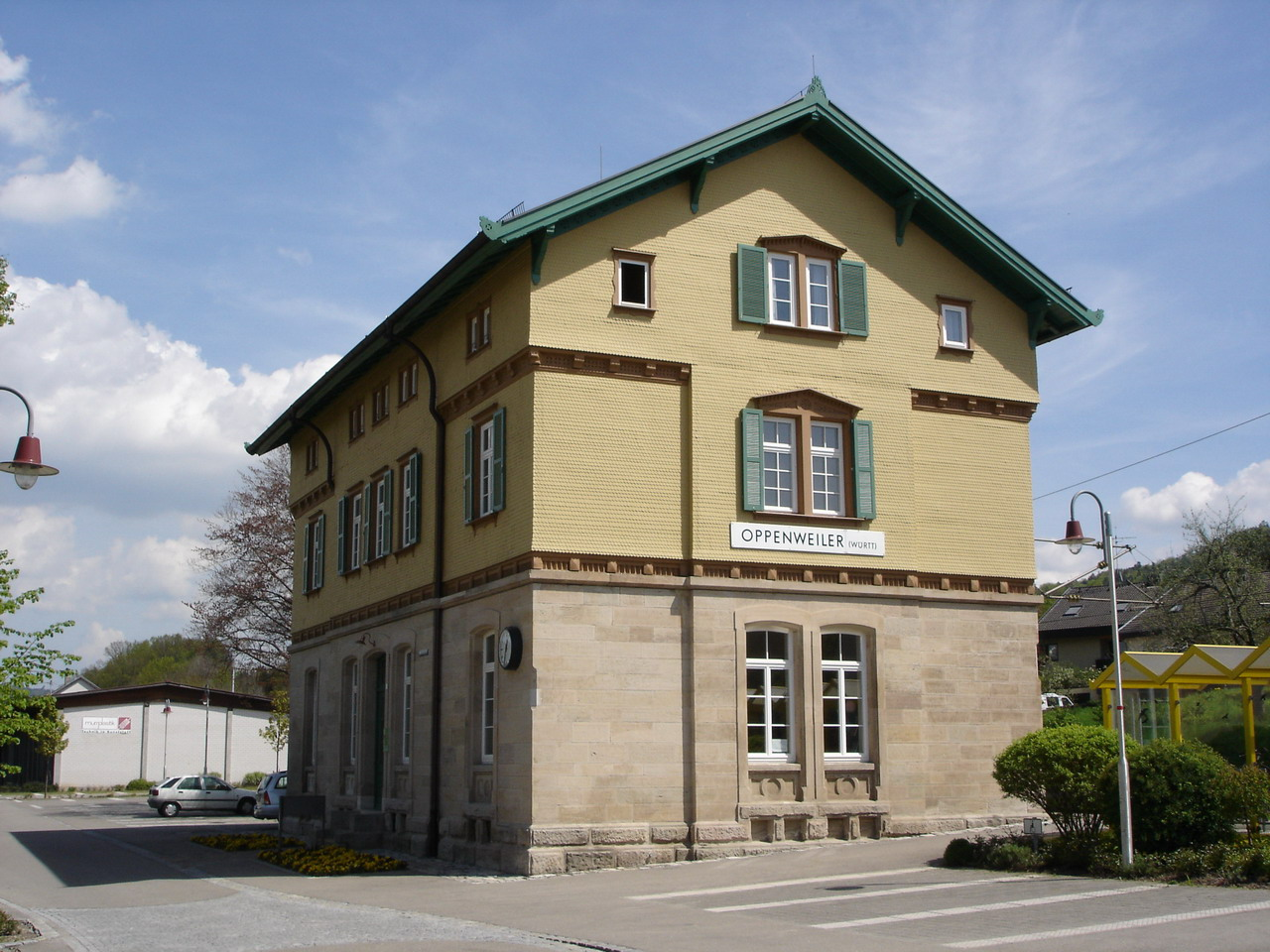
オッペンヴァイラー駅

#### 鉄道
1878年4月11日に開通し、1990年代半ばに電化された単線の路線であるヴァイブリンゲン - シュヴェービッシュ・ハル＝ヘッセンタール線を、レギオナルエクスプレスのシュトゥットガルト - ニュルンベルク線が運行している。列車で 6分のバックナングでシュトゥットガルトSバーンに接続する。旧駅舎は使用停止後にオッペンヴァイラーの町が獲得し、修復した。ここには住居と、カトリック教会が運営する公共図書館が入居している。

### 地元企業
- コンティテック GmbH & Co. KG、自動車、実用車両の冷却装置製造
- マトリクス・ヴィジョン GmbH、デジタル画像処理装置の製造
- MBO 機械製造ビンダー GmbH & Co. KG、折りたたみ技術
- ムルプラスティーク製造技術・システム技術 GmbH、機械・設備用合成樹脂製品
- ムルエレクトロニーク GmbH、工業用オートメーションのための電子製品製造

### 教育
この町は、連邦道 B14号線沿いの基礎課程学校「ムルタールシューレ」を運営している。さらに、オッペンヴァイラー町はズルツバッハの実科学校、バックナングの職業ギムナジウムや一般ギムナジウムを支援している。幼児には町立幼稚園が2園、福音主義教会が運営する幼稚園が1園ある。

### 健康・医療
オッペンヴァイラーのアルゲマイネ・ホスピタルゲゼルシャフト (AHG) は、中毒患者処置のための AHG-クリニークを運営している。

## 人物

### ゆかりの人物
- ベルトルト・マリア・シェンク・グラーフ・フォン・シュタウフェンベルク（ドイツ語版、英語版）（1934年 - ）ドイツ連邦軍少将。ヒトラー暗殺未遂者クラウス・フォン・シュタウフェンベルクの息子。1964年からベンツェル＝シュトゥルムフェーダー＝ホーネック女伯メヒチルトの夫としてオッペンヴァイラーに住んでいる。